# Clot (métro de Barcelone)
Pour les articles homonymes, voir Clot.
Clot est une station des lignes 1 et 2 du métro de Barcelone. Elles sont situées sous l'Avinguda Meridiana et la Carrer València, près de Carrer Aragó, dans le district Sant Martí, à Barcelone en Espagne.
Elle est mise en service en 1951 et devient une station de correspondance avec la ligne 2 en 1997.

## Situation sur le réseau
Établie en souterrain, Clot est une station de correspondance entre les lignes 1 et 2 : sur la Ligne 1 du métro de Barcelone, elle est située entre la station Glòries, en direction de la station terminus Hospital de Bellvitge, et la station Navas, en direction de la station terminus Fondo ; sur la Ligne 2 du métro de Barcelone, située entre la station Encants, en direction de la station terminus Paral·lel, et la station Bac de Roda, en direction de la station terminus Badalona Pompeu Fabra.

## Histoire
La station Clot de la ligne 1 du métro de Barcelone est mise en service le 23 juin 1951. Son nom est en rapport avec un vieux quartier.
La correspondance avec la ligne 2 du métro de Barcelone est réalisée lors de la mise en service de la station Clot de cette ligne le 20 septembre 1997.